# China World Trade Center Tower III
China World Trade Center Tower III este un zgârie-nori cu 74 de etaje, 5 etaje subterane și 30 de lifturi din Beijing, China. Este a treia fază a dezvoltării complexului China World Trade Center din cartierul central de afaceri Chaoyang din Beijing, la intersecția dintre cel de-a 3-a șoseaua-inel din partea est și strada Jian Guo Men Wai Dajie. Clădirea a ajuns la 330 m pe 29 octombrie 2007 și a fost finalizată în 2010. Clădirea se aseamănă cu Turnurile Gemene ale World Trade Center din New York, care au fost distruse în atacurile de la 11 septembrie 2001. A fost cea mai înaltă clădire din Beijing.
Este folosită pentru birouri și spații hoteliere, având vânzare cu amănuntul la parter. Clădirea găzduiește un hotel de 5 stele de 278 de camere, o sală de bal mare de 1.600 locuri și un parc auto. Spațiul pentru birouri este situat pe etajele 1 până la 55. Etajele 64-77 sunt ocupate de China World Summit Wing Hotel cu un hol la etajul 64. Etajele 79 până la 81 sunt folosite pentru un restaurant și o punte de observare. Cele patru ascensoare care conduc direct de la hol până la etajul 64 sunt de tip Schindler 7000 și ating o viteză maximă de 10 metri pe secundă.